# Isthmiade vitripennis
Isthmiade vitripennis är en skalbaggsart som beskrevs av Giesbert 1991. Isthmiade vitripennis ingår i släktet Isthmiade och familjen långhorningar.
Artens utbredningsområde är Panama. Inga underarter finns listade i Catalogue of Life.